# The Act (álbum)
The Act es el séptimo álbum de estudio de la banda estadounidense de metalcore The Devil Wears Prada, que se lanzó el 11 de octubre de 2019 a través de Solid State Records. El álbum fue producido por el teclista y programador de la banda, Jonathan Gering. Es el último álbum con el bajista Andy Trick antes de su salida en septiembre de 2020.

## Composición
El vocalista Mike Hranica mencionó que la banda descartó 60 canciones que habían desarrollado antes de conformarse con las 12 que componen el álbum. Hranica dijo: "Queríamos hacer algo que realmente probara los límites. No ves eso en el rock, y hay muy poca invención en el rock en estos días". La banda se inspiró en gran medida en el álbum Hiss Spun de Chelsea Wolfe al escribir el álbum.

## Lista de canciones
Todas las letras escritas por Mike Hranica & Jonathan Gering, toda la música compuesta por The Devil Wears Prada. 
| N.º | Título                | Duración |  |
| 1.  | «Switchblade»         | 2:53     |  |
| 2.  | «Lines of Your Hands» | 4:10     |  |
| 3.  | «Chemical»            | 3:50     |  |
| 4.  | «Wave of Youth»       | 3:51     |  |
| 5.  | «Please Say No»       | 3:19     |  |
| 6.  | «The Thread»          | 4:48     |  |
| 7.  | «Numb»                | 4:21     |  |
| 8.  | «Isn't It Strange?»   | 2:55     |  |
| 9.  | «Diamond Lost»        | 3:32     |  |
| 10. | «As Kids»             | 3:41     |  |
| 11. | «Even Though»         | 4:05     |  |
| 12. | «Spiderhead»          | 3:30     |  |

## Personal
The Devil Wears Prada
- Mike Hranica - voz principal, guitarras adicionales
- Jeremy DePoyster: voz limpia, guitarra rítmica, voz principal en "Chemical"
- Kyle Sipress - guitarra principal, coros
- Andy Trick – bajo
- Jonathan Gering –  teclados, sintetizador, programación, coros
- Giuseppe Capolupo – batería